# SimpleSongs
 SimpleSongs is de eenmansgroep rond singer-songwriter Ken Veerman die eenvoudige liedjes voor gitaar of piano mengt met ter plekke gemaakte samples, geluidscollages, een krakende laptop en bakken galm. In 2004 begon SimpleSongs eenvoudige gitaarliedjes uiteen te halen en te reconstrueren met behulp van elektronica, live sampling en tapes. Een jaar later kwam de piano meer op de voorgrond en ontstond er een serie donkere liedjes over het einde van de wereld.
SimpleSongs is een van de drijvende krachten achter de Antwerpse undergroundconcerten Undercurrent, het Belgische indie-collectief Rarefish en het wekelijkse radioprogramma Radio Rarefish op de Antwerpse cultzender Radio Centraal. Hij werd gekozen door Poppunt als een van de beloftevolle bands in het 100 Procent Puur traject. SimpleSongs is ook lid van de Antwerpse band Low Allies.

## Discografie
- Last Day On Earth EP - (2006)
- SimpleSongs (Album) - (2010)